# Wilhelm Schorigus der Jüngere
Wilhelm Schorigus der Jüngere (getauft am 1. April 1635 in Braunschweig; † beigesetzt am 1. September 1687, ebenda), auch Schurrius, Schurig, Sorgius, war ein Braunschweiger Bildhauer.

## Leben
Wilhelm Schorigus d. J. wurde als unehelicher Sohn des Wilhelm Schorigus d. Ä. und der Witwe von Ulrich Stamm, einem Braunschweiger Bildhauer, geboren und erwarb im Jahre 1658 das Neubürgerrecht in der Altstadt, einem Weichbild Braunschweigs. Dieser Erwerb war verbilligt worden, weil er der Stadt bis dahin als Musketier gedient hatte. Er trat anschließend vermutlich in die Werkstatt seines Vaters, nachdem er seine Lehrzeit und Wanderschaft beendet hatte, als Geselle ein. Am 7. Juni 1662 heiratete die Mutter nach dem Tode seines Vaters, Justus Schüler, einen Organisten der Andreaskirche. Nach dem Tode des Vaters wurde er Besitzer des Hauses in der Gördelingerstraße. Geheiratet hatte er am 22. November 1658 Katharina Hofmann, die Witwe des Zinngießers Heinrich Lohmann. Nach dem Tode der ersten Frau heiratete er Anna Margarete Busse am 16. September 1672. Sein Stiefsohn Johann Heinrich Lohmann, der in seiner Werkstatt Lehrling war, klagte im fünften Jahr seiner Ausbildung auf Herausreichung eines für die Wanderschaft erforderlichen Gesellenbriefes. Als er 1687 starb, hinterließ er unmündige Kinder und zwei Stiefkinder.
Johann Christian Schurries, ein weiterer Braunschweiger Bildhauer, war der Enkel von Wilhelm Schorigus d. J.

## Werk
Schorigus d. J. erhielt innerhalb relativ kurzer Zeit überregionale Anerkennung. Er wurde 1665 beauftragt, den Hochaltar der Kirche St. Johannis, den der Rat der Stadt Groß Salze (Ortsteil von Bad Salzelmen, jetzt Schönbeck in Sachsen-Anhalt) beim Magdeburger Bildhauer G. Giegas herstellen ließ, für 44 Taler künstlerisch zu überarbeiten. Dieser war dem Rat zu unförmig und wenig gestaltet geraten. Der verschriftliche Auftrag blieb erhalten, inwieweit Schorigus Änderungen am Altar vornahm, ist nicht erforscht.
Das hölzerne Grabmal von Georg von Stauff († 11. Juli 1673) im Braunschweiger Dom, das Stadtwappen der Münze in Braunschweig, der Marienaltar der ehemaligen Klosterkirche in Grauhof bei Goslar, der in den Neubau von 1718 übernommen wurde, werden Schorigus d. J. zugeschrieben.